# Vicent Moscardó Ferrando
Vicente Moscardó Ferrando (nascut el 5 d'abril de 1987 a València) és un exfutbolista professional valencià que jugava com a migcampista defensiu.